# Opotřebovací válka
Opotřebovací válka (hebrejsky מִלְחֶמֶת הַהַתָּשָׁה‎‎, arabsky حرب الاستنزاف‎), též čtvrtá arabsko-izraelská válka, vyčerpávací válka, v Egyptě nazývaná válka za vyčerpání Izraele (harb al-istinzaf) byla arabsko-izraelskou válkou v letech 1967–1970.
Válka začala krátce po ukončení šestidenní války 21. října 1967 potopením izraelského torpédoborce Ejlat dvěma raketovými čluny egyptského námořnictva. Pokračovala sériemi lokálních pohraničních incidentů, útoků a sabotáží, které však nebyly spojeny s klasickými frontovými boji a obsazováním území. Skončila vyhlášením příměří 7. srpna 1970, se ztrátami na obou stranách (arabské ztráty byly větší). Na arabské straně se konfliktu účastnily Egypt, Jordánsko a ozbrojené skupiny z Organizace pro osvobození Palestiny (OOP).
Datum 21. říjen 1967 je nejčastěji uváděným začátkem opotřebovací války. Někteří historikové ale považují za začátek této války červenec 1967, tj. měsíc po ukončení šestidenní války či až 27. březen 1969 kdy prezident Gamál Násir oficiálně zrušil příměří. Někteří účastníci, zejména na egyptské straně, považují opotřebovací válku za součást jednoho konfliktu, který zahrnuje šestidenní válku, opotřebovací válku a jomkipurskou válku. Zpochybňováno je i datum ukončení války.

## Situace před začátkem války

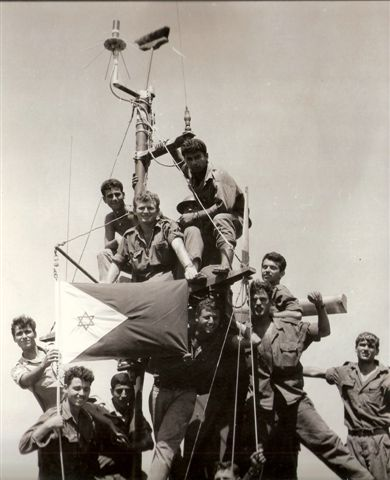
Izraelští námořníci oslavují vítězství po střetu s egyptskými námořními jednotkami u pobřeží Rumaní 11. července 1967

Drtivá prohra koalice arabských států během šestidenní války měla za následek ohrožení vládnoucích režimů v Egyptě a Sýrii. 9. června 1967 Násir dokonce nabídl svou demisi, která byla ale na lidových demonstracích odmítnuta. Násir hned na to přiznal svou spoluvinu a sesadil vrchního velitele egyptských ozbrojených sil Abd al-Hákima Ámira. Ten se pokusil tomuto rozhodnutí postavit společně s dalšími důstojníky, jejich jednání ale bylo označeno za přípravu vojenského převratu. Ámir byl zatčen a 14. října spáchal ve vězení sebevraždu. Následně Násir provedl velkou čistku v egyptské armádě, během které bylo sesazeno 300 vysokých důstojníků včetně 15 generálů. V Sýrii došlo k odvolání velitele tzv. Lidové armády Chálida al-Džundího a k čistkám uvnitř vládnoucí strany Baas. Jordánský král Husajn jako jediný viděl, že východiskem není ještě větší příklon k SSSR, ale jednání o míru s Izraelem. K tomu byl ale ochoten pouze za předpokladu, že se Izrael zaváže vydat alespoň větší část obsazených území, což Izrael odmítl.
Snadným vítězstvím a územními zisky byl zaskočen i Izrael. Izraelská vláda předpokládala, že stejně jako v roce 1956 po Suezské krizi bude nucena získaná území vrátit, a proto ani neměla připravené plány co si s nimi počít. Objevily se dva návrhy, podle kterých by Izrael Golanské výšiny a Sinaj vrátil výměnou za garance míru či by si je ponechal, přičemž by Palestincům z těchto území byla nabídnuta autonomie (nikoliv nezávislost). Další obsazené území, Západní břeh Jordánu a zejména Východní Jeruzalém byl mnoha Židy vnímán jako tzv. Erec Jisrael, přičemž ale toto území obsahovalo naprostou převahu palestinského obyvatelstva. K dalším negativům patřila nevraživost světové veřejnosti vůči Izraeli (zejména kvůli obsazení Východního Jeruzaléma) a embargo na vojenský materiál vyhlášené Francií proti Izraeli.
Sovětský svaz, jako velmocenský spojenec arabských států těžce nesl jejich porážku v šestidenní válce, ale zároveň byl připraven znovuvyzbrojit tyto země. Sovětské vedení si sice bylo vědomo, že především Násir v žádném případě nehodlá přijmout současný stav (tzn. ztrátu prestiže v očích arabského světa a ztrátu územní) a získané zbraně hodlá použít v nové válce proti Izraeli. Zároveň ale nechtělo riskovat odklon těchto zemí k Spojeným státům. Materiální pomoc se rozhodl poskytnout i přes to, že se podstatně zvýšila pravděpodobnost přímého střetu SSSR a USA v regionu. 21. června při návštěvě sovětské delegace v Egyptě nabídl totiž Násir Sovětskému svazu společné sovětsko-egyptské tažení proti Izraeli a podřízení egyptského letectva sovětskému velení. To bylo ale sovětskými představiteli odmítnuto. Spojené státy vítězství Izraele v šestidenní válce přivítaly, protože však toto vítězství získal bez cizí pomoci, panovaly v USA obavy z možné neústupnosti židovského státu.
29. srpna až 1. září 1967 se na podnět egyptského prezidenta Násira uskutečnil v Chartúmu arabský summit, který sice připustil, že válkou postižené arabské země mohou vyjednávat o míru, ale zároveň přijal zásady o neuznání Izraele a nevyjednávání s Izraelem.

### Prolog k válce
Od ukončení šestidenní války probíhaly v Egyptě diskuse o způsobu války, kterým by bylo možné Izrael porazit. Nakonec byla přijata varianta vyčerpávací války, která měla za úkol Izrael postupně oslabit rostoucím tlakem a teprve potom zahájit hlavní útok.
K prvním ozbrojeným konfliktům začalo docházet již začátkem podzimu. Protože Egypt nepovolil Izraeli proplouvat Suezským průplavem, ostřelovalo izraelské dělostřelectvo egyptské lodě čistící průplav od vraků. Zároveň do Egypta a Sýrie plynuly dodávky zbraní. Egypt navíc za pomoci tisíců (uvádí se 15 až 20 tisíc) sovětských poradců prováděl modernizaci své armády a přestavbu její koncepce.

## Výzbroj
Výzbroj armád obou zemí, jak Egypta tak Izraele se během opotřebovací války měnila, jak přicházely nové zbrojní dodávky jak ze Sovětského svazu (do Egypta), tak z USA (do Izraele).

### Izrael
IOS byla vybavena americkými protileteckými raketami Hawk a tanky M48 Patton. Po zavedení francouzského embarga na zbraně po šestidenní válce sice Izrael nedostal již zaplacené stíhací bombardéry Mirage 5 (50 strojů), ale poté, co se obrátil na USA, dostal bitevníky A-4H Skyhawk. Později (v zimě 1969–1970) byly do výzbroje zavedeny výkonné stíhací bombardéry F-4E Phantom II. Nadále však ve výzbroji zůstávaly i francouzské Mirage III, jejichž provoz byl zajišťován s pomocí Jihoafrické republiky.
Do výzbroje pancéřových jednotek bylo na přechodnou dobu (do dokončení vývoje izraelského tanku Merkava) zahrnuto 200 kořistných T-54 a T-55. V USA byly nakoupeny tanky M60 Patton. K dalším tankům ve výzbroji IOS patřily starší Shermany a Centuriony s dodatečně namontovanými 105mm kanóny. Dále byly nakupovány (v USA) samohybné kanóny M-109 a M-107.
Co se týkalo pěchotních zbraní byla situace špatná; izraelští vojáci byli vybaveni starými samonabíjecími puškami FN, samopaly Uzi, či dokonce opakovačkami Mauser 98.

### Egypt
Egyptské letectvo bylo vybaveno sovětskými stíhacími letouny MiG-21 a stíhacími bombardéry Su-7
Pěchota byla standardně vybavena sovětskými útočnými puškami AK-47.

## Začátek války
Za začátek války je obvykle považováno potopení vlajkové lodi izraelského vojenského námořnictva, torpédoborce Ejlat 21. října 1967 raketami odpálenými ze dvou egyptských raketových člunů.
21. října v 17:32 byl torpédoborec Ejlat nacházející se poblíž Port Saidu zasažen nejméně dvěma raketami P-15 Termit (NATO: SS-N-2 Styx) z raketových člunů „504“ a „501“ sovětské výroby projektu 183R (NATO: Komar). Ejlat zachvátil požár a loď se nachýlila na bok. Záchranná akce izraelského námořnictva musela být po dvou hodinách přerušena, protože Ejlat se stal znovu cílem raketového útoku. Zahynulo 47 námořníků, 90 jich bylo zraněno (ze 199).
25. října odpověděl Izrael masivní dělostřeleckou palbou na ropné rafinérie v egyptském městě Suez a také města Ismá'ílíja a Kantara. V rafinériích několik týdnů zuřily rozsáhlé požáry, které paralyzovaly egyptské hospodářství. Z ostřelovaných oblastí uprchlo do vnitrozemí až 750 000 civilistů. Egypt následně ostřeloval izraelské pozice po celém úseku Suezského průplavu. Zároveň byla Egyptem vyhlášena tzv. válka za vyčerpání Izraele.

## Další boje

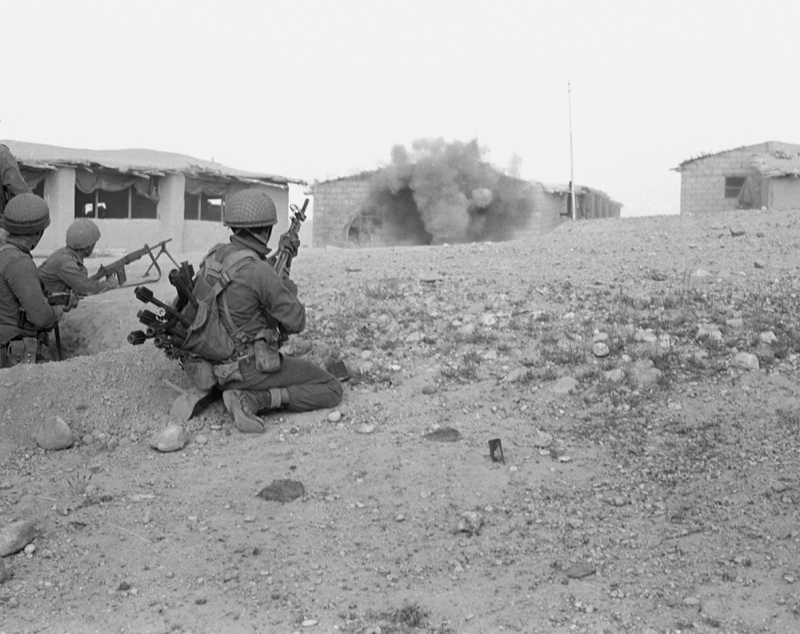
Izraelští výsadkáři v akci během bitvy o Karamé v roce 1968

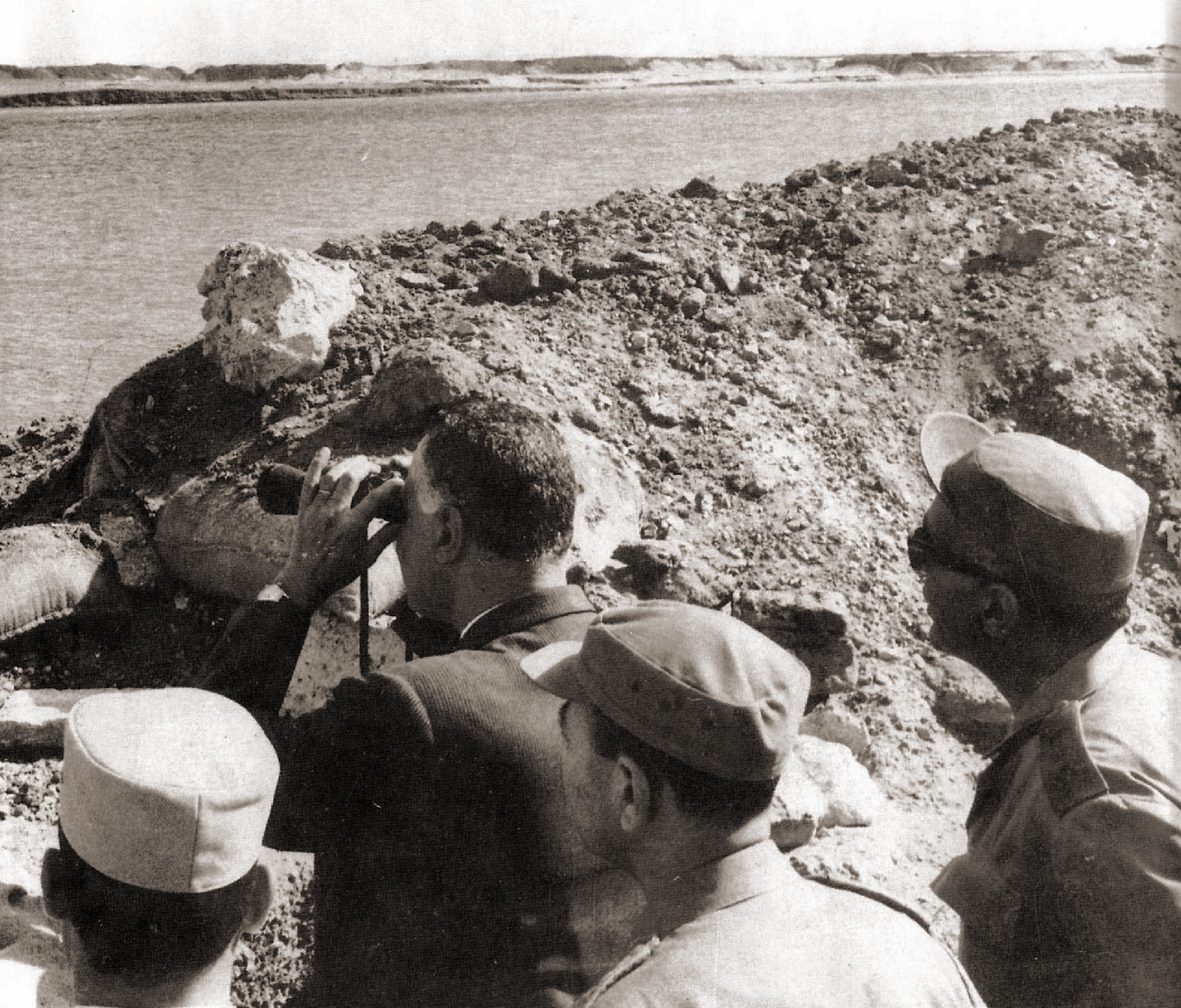
Prezident Násir mapuje situaci v suezském kanále.

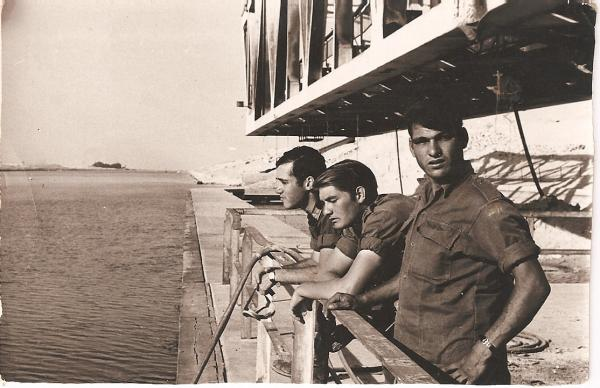
Izraelští vojáci u mostu Firdan u Suezského průplavu, 1969

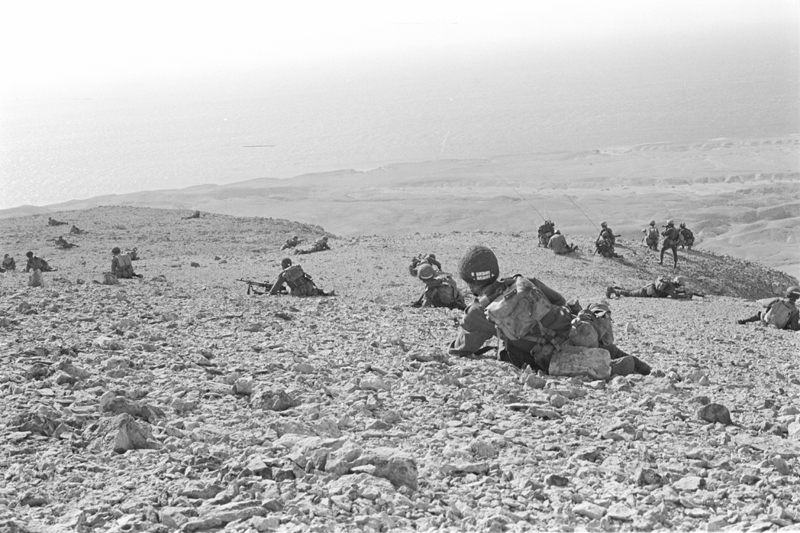
Izraelští výsadkáři v akci během operace Rhodes, 1970

Zatímco v egyptské armádě probíhala modernizace (zaváděly se stíhačky MiG 21 a tanky T-55 a T-62), nastoupil do funkce náčelníka Generálního štábu IOS Chajim Bar-Lev, pod jehož vedením došlo k transformaci výlučně ofenzivní strategie izraelské armády na strategii zohledňující i obranné povinnosti. Dřívější strategie, kdy se preemptivním úderem předešlo útoku protivníka, byla nahrazena strategií obrannou, při které byl útok protivníka zadržen a po příchodu záloh se přešlo do protiofenzivy. Pro podporu této strategie začala být budována na Sinaji při Suezském průplavu tzv. Bar Levova linie, soustava opevnění a opěrných bodů, která měla za úkol ničit a zdržovat postupující jednotky nepřítele.
21. března 1968 zahájila izraelská armáda operaci Tofet (Peklo), při které dvě izraelské kombinované brigády zaútočily přes řeku Jordán do Jordánska. Cílem operace bylo zničit bojůvky OOP, které od roku 1964 podnikaly útoky proti izraelskému území. Záminkou pro zahájení operace Tofet byla nastražená mina, která vybuchla pod projíždějícím autobusem a zabila 2 Izraelce. Vpád vyvrcholil bitvou u jordánského města Karamé, kde se Izraelci dostali do soustředěné palby jordánského dělostřelectva. Izraelcům se sice podařilo po těžkých bojích dostat do palestinských uprchlických táborů, ale ztratili 28 vojáků a 4 tanky (zároveň podle izraelských zdrojů zahynulo 150 palestinských ozbrojenců a 25 jordánských vojáků). Operace skončila úplným stažením izraelské armády. Palestinci výsledek těchto bojů považovali za své vítězství, ačkoliv to pro ně zároveň znamenalo úplný rozchod s politickou a vojenskou reprezentací Jordánského království. Na území Jordánska totiž vznikla neformální palestinská autonomie, ve které si OOP budovalo nejen vojenské, ale i správní a politické struktury.
8. září 1968 zahájilo egyptské dělostřelectvo palbu přes Suezský kanál, jehož výsledkem bylo 10 mrtvých Izraelců. Dělostřelecká palba byla vedena s cílem krýt výsadek egyptských zvláštních jednotek. Ty následně způsobily izraelské armádě další ztráty.
Izraelské vedení se rozhodlo na taktiku vyčerpávací války odpovědět taktikou tzv. asymetrické odpovědi, při které izraelská odveta za egyptský útok byla nepoměrně větší a ničivější.
V noci z 30. na 31. října 1968 při operaci Maka (Úder) napadlo izraelské letectvo dva mosty v Dolním Egyptě a zároveň izraelské speciální oddíly za pomoci vrtulníků provedly nájezd na Nag Hamadí. Zničili důležitý most přes Nil a velkou trafostanici vysokého napětí. Zároveň v oblasti údolí Jordánu izraelská pěchota systematicky likvidovala v předem připravených léčkách skupiny palestinských bojovníků a ničila jejich skladiště a opěrné body. Pro vedení tohoto druhu protipartizánského boje začal Izrael formovat speciální průzkumné jednotky, tzv. sajeret. 29. prosince 1968 provedl Izrael navíc operaci Doron (Dárek) jako odvetu za teroristické útoky Palestinců proti letadlům El Al. Během operace byli příslušníci izraelské zvláštní jednotky vysazeni na bejrútském mezinárodním letišti a zničili 13 letadel různých arabských společností. Tato operace byla sice provedena výborně, ale na průběh bojů neměla žádný vliv.
3. března 1969 Násir formálně zrušil platnost příměří z roku 1967 a od 8. března se boje mezi Egyptem a Izraelem rozhořely naplno.
V březnu 1969 začalo egyptské dělostřelectvo ničit pevnůstky Bar Levovy linie na což Izrael odpovídal odvetnou palbou (při ní zahynul 9. března náčelník Generálního štábu egyptské armády A. M. Rijád společně s několika sovětskými poradci). Od března do května podnikala také egyptská armáda výpady přes Suezský průplav a ničila izraelské pozice (v březnu 84 výpadů, v dubnu 475 a 231 výpadů v květnu).
V květnu 1969 došlo k další schůzce mezi vyjednavači SSSR a USA ve Washingtonu, kteří se dohodli na dvoustranných egyptsko-izraelských rozhovorech. Ty však Násir odmítl a podmínil jakékoliv dohody účastí všech arabských zemí na jednání a vytvoření harmonogramu stahování Izraele z obsazených území.
10. července 1969, když egyptský úderný oddíl úspěšně napadl izraelskou tankovou rotu, bylo rozhodnuto o systematickém nasazení izraelského letectva a jednotky záložníků na Bar Levově linii byly doplněny zkušenými profesionály. V noci z 19. na 20. července při operaci Bulmus 6 (Zuřivost 6) obsadili příslušníci zvláštních jednotek Sajeret Matkal a Sajeret 13 opevněnou radarovou stanici na Zeleném ostrově. Egypťanům se je podařilo vypudit až poté, co tuto vlastní stanici začali ostřelovat z děl. Přitom ale zničili radarové zařízení, takže dalších deset dní mohly izraelské letouny ničit egyptské dělostřelecké pozice a pozice protileteckých raket bez obav. V tomto období také došlo ke dvěma velkým leteckým bitvám, během nichž Egypt ztratil 12 letadel.
8. září 1969 potopili izraelští potápěči u Rás Sadat dva egyptské torpédové čluny. Den nato, 9. září se izraelská úderná skupina vylodila u Al-Hafáír a poté 9 hodin ničila egyptská vojenská zařízení (aniž byla napadena, za což byl odvolán náčelník GŠ Ismáíl). V odvetu zaútočili Egypťané velkým množstvím letadel na izraelské pozice. Útok byl odražen a navíc byla Izraelci zjištěna pozice sovětského výkonného (a utajovaného) radaru P-12 Jenisej (NATO: Spoon Rest). Dne 19. září provedli Izraelci další nájezd na egyptské pobřeží a zabili kolem 200 Egypťanů.
Válka pokračovala a Izrael začal pociťovat ztráty, které nedokázal nahradit a kvůli nimž se obranné linie stávaly stále propustnějšími. 29. listopadu např. rota egyptské armády překročila průplav a napadla největší izraelskou pevnost linie.
Ve dnech 22.–25. září proběhla v marockém Rabatu konference arabských zemí, od níž si Násir sliboval širší solidaritu v boji proti Izraeli. Té se mu však nedostalo. Egypt navíc stále více pociťoval ztráty způsobené v bojích (kromě jiného ztratil třetinu obnoveného letectva a většinu protiletadlových raket v Suezu a proto projevil ochotu pro mírová vyjednávání podle tzv. rhodského protokolu (vyjednávání za pomoci prostředníků, při kterém se jednotlivé strany konfliktu vůbec nesetkají). Po americko-sovětských rozhovorech vznikl plán, podle kterého by mír mezi Izraelem, Egyptem a Jordánskem byl uzavřen poté, co by se hranice mezi účastníky konfliktu vrátily před červen 1967, status Jeruzaléma a Pásma Gazy by vycházel z jednání mezi Izraelem, Egyptem a Jordánskem a byl by umožněn návrat palestinským uprchlíkům. Tento návrh odmítli jak Izraelci, tak arabské země. 20. prosince se v Rabatu konal další arabský summit, který ale skončil krachem, neboť zúčastněné země odmítly poskytnout Egyptu jak materiální, tak vojenskou pomoc a navíc byl Násir kritizován za rozbíjení arabské jednoty spolčováním se se Sovětským svazem.
Izrael ve snaze co nejdříve ukončit vleklou a vyčerpávající válku zahájil na podzim 1969 operaci Boxer, mohutné letecké bombardování egyptských pozic podél Suezského průplavu. Operace později přešla v kampaň leteckého hloubkového průniku, při kterém izraelská letadla pronikala hluboko do egyptského vnitrozemí a ničila nejen vojenské, ale i hospodářské a dopravní cíle. 25. prosince podniklo navíc izraelské letectvo rozsáhlou operaci, při níž bylo zničeno 12 baterií raket S-75 Dvina (NATO: SA-2 Guideline) a izraelské zvláštní jednotky při operaci Of 35 (Kuře 35) na ostrově Rás Ghaleb demontovaly a odvezly do Izraele moderní sovětský radar P-12 pro sledování nízkoletících cílů. Radarový systém P-12 ukořistil Izrael i během operace Tarnegol 53 (Kohout 53). Egypťané se pokoušeli řídit protileteckou obranu pomocí průzkumných letounů, ale bez úspěchu. 24. prosince Izraelci unesli z přístavu Cherbourg pět nových raketových člunů třídy Sa'ar 1, již zaplacených, ale v rámci francouzského embarga zadržovaných.
7. ledna 1970 podnikla izraelská armáda nájezd na egyptské území a ničila základny a sklady (oběti ale byly i mezi civilním obyvatelstvem), 22. ledna při operaci Rhodos obsadilo izraelské námořnictvo ostrov Šadwan v Suezském zálivu. Následně došlo k mohutnému náletu na egyptskou továrnu v Abú Zabal (25 km od centra Káhiry). Násirovi nezbývalo nic jiného, než se obrátit o pomoc do Moskvy, kam odcestoval 22. ledna 1970. V Moskvě předložil sovětskému vedení seznam požadavků na vojenskou výzbroj. Hlavní položkou byly sovětské protiletadlové raketové systémy S-125 Něva (NATO: SA-3 Goa). Sověti souhlasili za předpokladu, že na jejich ochranu budou nasazena letadla se sovětskými posádkami. Násir souhlasil. V únoru zahájily svou činnost první baterie. Do června 1970 bylo v Egyptě rozmístěno 55 baterií S-125. Naproti tomu izraelská letadla začala být vybavována americkým zařízením schopným registrovat zaměření stroje radarem. Sovětská přítomnost v oblasti se zvýšila na 10–12 tisíc specialistů a 100–150 sovětských pilotů. V dubnu byl poprvé zaregistrován let MiG-21J se sovětskou posádkou. Izraelci ukončili strategii hloubkových letů ve snaze nevyvolat přímé střetnutí se sověty a stáhli se za kanál (také sovětští piloti se vyhýbali konfrontaci s izraelským letectvem). Toto období trvalo do 22. června, kdy sovětští piloti sestřelili izraelský Skyhawk a 30. června byly sestřeleny dva Phantomy. Izraelci pomocí raket Hawk sestřelili pět egyptských letadel. 30. června se situace ještě více vyostřila, když Sovětský svaz zahájil operaci Kavkaz, v jejímž rámci uvedl do pohotovosti své výsadkové jednotky a pohrozil Izraeli přímou intervencí.
Sovětští piloti se stále více zapojovali do bojů (25. července pronikli při pronásledování izraelských Skyhawků hluboko nad Sinaj). 30. července proto Izraelci přichystali léčku – operaci Rimon 20. Nejprve letka Phantomů napadla egyptskou radarovou stanici v Suezském průplavu. Poté, co byly Phantomy napadeny 16 MiGy, objevila se v záloze čekající letka stíhaček Mirage IIIC. Došlo k bitvě, jejímž výsledkem bylo sestřelení pěti MiG-21J a smrt čtyř sovětských pilotů.
Souběžně s bojovými akcemi probíhala v roce 1970 další diplomatická jednání. Americký prezident Richard Nixon pověřil Williama Rogerse dalším vyjednáváním s cílem nastolit v oblasti rovnováhu, zajistit zastavení bojů a prosazení plnění rezoluce Rady bezpečnosti OSN č. 242. Rogers se snažil přimět Rusy k ukončení dodávek zbraní Egyptu a prosadit svůj plán spočívající ve výměně území za mír. Bez úspěchu. Tzv. Rogersův plán skončil krachem, když ho odmítli všichni zúčastnění.
Asistent státního tajemníka USA J. Sisco poté navštívil Káhiru a po jednáních a s ohledem na pokračující boje doporučil další zbrojní dodávky Izraeli. Ministr zahraničí SSSR oficiálně nereagoval, ale diplomatickými kanály oznámil, že snahou Sovětského svazu je pouze posílit obranu Egypta a vynutit si na Násirovi ústupky a nikoliv nastolit nerovnováhu. To se sovětským představitelům definitivně podařilo při Násirově návštěvě v SSSR. Od 8. srpna 1970 vstoupilo v platnost 90denní příměří dohodnuté SSSR a USA den před tím, s tím dodatkem, že 50 km od obou břehů průplavu nebudou budována žádná vojenská zařízení. To sice Egypt porušil tím, že své protiletecké baterie S-125 posunul do tohoto pásma, s čímž se Izrael po protestech nakonec smířil.
28. září 1970 zemřel egyptský prezident Násir na infarkt a jeho nástupce Anvar as-Sádát souhlasil s ukončením bojů.